# 인빈서블 (2006년 영화)
《인빈서블》(영어: Invincible)은 2006년 공개된 미국의 스포츠 드라마 영화이다. 미식축구 구단 필라델피아 이글스의 선수였던 빈스 파팔리(마크 월버그 역)의 실화를 바탕으로 하였다.

## 줄거리 요약
1970년대에는 펜실베이니아주에서 인구가 가장 많은 도시 중 하나로 알려진 필라델피아가 다양한 일자리 폐쇄로 인해 경기 침체를 겪었다. 게다가 이 도시의 축구팀인 필라델피아 이글스는 일련의 패배 시즌을 겪었다.
1976년, 빈스 파팔레라는 대체 교사이자 바텐더가 그리디언 풋볼의 즉석 전시회를 위해 모래사장에 간다. 경기가 무승부로 끝난 후, 빈스는 아내 샤론을 만나러 집으로 돌아간다. 샤론은 빈스의 생활 방식과 성격 변화에 불만을 품고 있다. 다음날 아침, 빈스는 예상치 못하게 대체 교사 일자리에서 해고당한다. 주된 이유는 경기 침체였다. 그날 저녁, 빈스는 술집에 가서 바텐더로서의 일을 계속한다. 고객과 바텐더는 텔레비전으로 이글스가 새로운 감독인 딕 버메일을 고용하는 소식을 지켜본다. 빈스가 집에 돌아왔을 때 그는 자신의 집이 부분적으로 비어 있는 것을 알게 되었고, 아내가 자신을 떠났다는 사실을 알게 되었다. 아내가 떠난 이유를 설명하는 편지를 본 빈스는 샤론이 두고 온 남은 소지품을 파괴한다.
다음 날, 빈스는 뉴욕 자이언츠의 팬인 재닛 캔트렐이라는 새로운 바텐더를 만난다. 아내가 떠난 후의 여파로 삶을 재구축하고자 하는 필사적인 노력과 곧 파산할지도 모른다는 예감을 느낀 빈스는 필라델피아 이글스가 주최하는 운동에 참석한다. 수백 명의 레지던트들이 오디션에 참가하고 빈스가 우위를 점한다. 빈스가 차를 시동하지 못하자 딕이 찾아와 빈스의 능력에 감명을 받았고 그를 위해 자리를 제안한다.
다음날 아침, 빈스는 도시를 둘러보고 이전에 살았던 집에 들렀는데, 그곳의 성벽은 여전히 손상되어 있었다. 빈스의 아버지는 아들이 수입을 다시 늘릴 때까지 머물도록 허락해 준다. 빈스는 이글스의 훈련 캠프에 참석하지만, 팀 동료들에게 종종 조롱을 받는다. 어느 날 밤, 빈스는 재닛을 데이트에 데려간다. 빈스는 계약상의 필요 사항을 충족시키기 위해 팀을 구성해야 하기 때문에 두 사람이 새로운 삶을 시작할 수 있을지 확신이 서지 않는다. 훈련 캠프가 끝난 후, 딕은 동료 코치들의 반대에도 불구하고 빈스를 명단에 추가한다.
빈스가 이글스에서 선수 생활을 시작했을 당시, 팀은 프리시즌 경기 6경기를 모두 졌고, 댈러스 카우보이스와의 정규 시즌 첫 경기에서도 졌다. 필라델피아로 돌아온 빈스는 이전에 리허설했던 모래밭을 만날 때까지 거리를 운전한다. 그는 차 안에서 다른 사람들이 모래놀이터에서 놀고 있는 것을 보며 기다렸고, 비가 엄청나게 내리기 시작했다. 빈스는 차에서 나와 모래밭으로 가서 또 다른 픽업 전시회를 준비한다. 전시회가 끝난 후, 빈스는 재닛을 만나고 두 사람의 관계는 급속도로 발전한다.
뉴욕 자이언츠와의 홈 개막전에서 재닛은 자이언츠 유니폼을 입고 등장했고, 관객은 이에 대해 기분 좋지 않아했다. 클럽하우스에서 빈스는 샤론이 떠나기 전에 쓴 편지를 마지막으로 한 번 보고, 그 편지를 조각낸다. 이글스와 자이언츠의 경기는 치열하게 전개되고, 4쿼터가 끝나기 1분 남았을 때 빈스가 펀트 리터너에게 태클을 걸어 펌블을 강요하고, 공을 회수해 터치다운을 기록했다.
에필로그에서는 빈스가 이글스에서 3시즌을 뛰었지만 어깨 부상으로 선수 생활이 끝났다는 사실이 설명된다. 은퇴 후 얼마 지나지 않아 그는 재닛과 결혼했고, 딕은 1981년 이글스를 슈퍼볼 XV로 이끌었지만 결국 오클랜드 레이더스에게 패했다.

## 출연

### 주연
- 마크 월버그
- 그렉 키니어

### 조연
- 엘리자베스 뱅크스
- 케빈 콘웨이
- 마이클 리스폴리
- 커크 에이스베도
- 도브 데이비도프
- 마이클 켈리
- 니코예 뱅스
- 스팅크 피셔
- 마이클 멀헤런
- 마이클 누리
- 잭 켈러
- 롤라 글로디니
- 페이지 터코
- 모건 터너
- 린 코엔
- 제임스 머토우
- 랜디 커투어
- 패트릭 M. 월쉬
- 프랭클린 오제다 스미스
- 패트릭 맥데이드
- 프레더릭 스트로더
- 케빈 잉그람
- 토니 루크 주니어
- 마크 심스
- 프란시스 J. 페라라
- 지미 팰럼보
- 피트 디스테파노
- 프라이드 그린
- 다니엘 스핑크
- 수잔 모시스
- 마이클 브레이나드
- 찰스 펜델턴
- 스티븐 모레티
- 마이클 알
- 사샤 아제비도
- 로버트 비직
- 로드 브리튼
- 샤론 카펜터-로즈
- 스티브 M. 클락
- 숀 폴 코스텔로
- 제라도 데이빌라
- 크리스토퍼 데스카노
- 알렉산더 에머트
- 브라이언 스콧 피츠제럴드
- 마이클 그리피스
- 토머스 M. 헤근
- 브래드 하틀리프
- 니콜 홀트
- 재커리 홉킨스
- 데이빗 니어림
- 아티프 라니에
- 나이너 미샤우드
- 키스 모이어
- 로사 니콜스
- 데이빗 펄

## 기타
- 협력프로듀서: 존 몬
- 미술: 사라 놀즈
- 세트: 프랭크 갤라인
- 의상: 수잔 라이얼
- 배역: 다이안 히리
- 배역: 쉘리아 자프